# Rafał Gerber

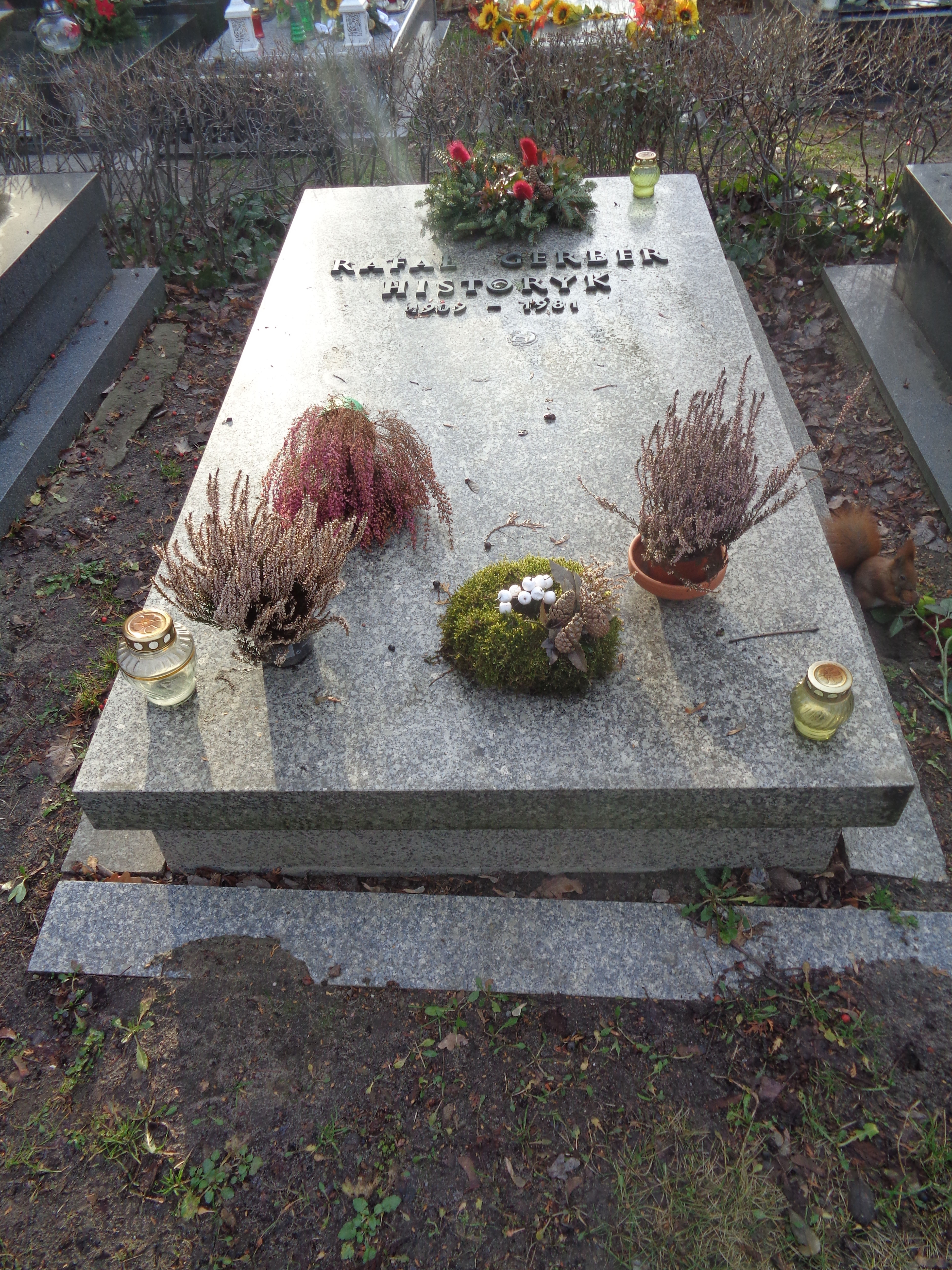
Grób Rafała Gerbera na cmentarzu Wojskowym na Powązkach

Rafał Gerber (ur. 20 września 1909 w Ujeździe, zm. 27 listopada 1981 w Warszawie) – polski historyk dziejów najnowszych, archiwista, profesor Uniwersytetu Warszawskiego i jego prorektor w 1954, Naczelny Dyrektor Archiwów Państwowych w latach 1949–1952. 

## Życiorys
Ukończył gimnazjum w Tomaszowie Mazowieckim, od 1927 studiował historię na Uniwersytecie Warszawskim. W latach 1927–1930 był członkiem Komunistycznego Związku Młodzieży Polskiej. W 1933 ukończył studia i równocześnie państwowy kurs archiwalny zorganizowany przez Archiwum Akt Dawnych. Po ukończeniu studiów zorganizował na UW Biuro Ankietowe przy Kole Naukowym Socjologów i kierował nim do wybuchu II wojny światowej. 
Od listopada 1939 był najpierw kierownikiem działu, następnie zastępcą dyrektora Archiwum Obwodowego w Równem. Po ataku wojsk niemieckich na ZSRR został ewakuowany na wschód i od sierpnia 1941 pracował w Archiwum Państwowym w Taszkencie i w Instytucie Historii Uzbeckiej Akademii Nauk. Od 1941 do 1946 był członkiem Związku Patriotów Polskich. Od stycznia 1945 pełnił funkcję kierownika Referatu Historycznego Zarządu Głównego ZPP, następnie pracownikiem Ambasady RP w Moskwie. W kwietniu 1947 powrócił do Polski, został sekretarzem generalnym Żydowskiego Instytut Historycznego, następnie pracował w Wydziale Archiwów Państwowych, kierował tam oddziałem akt gospodarczych. Od 1 lutego 1949 do 23 maja 1952 był Naczelnym Dyrektorem Archiwów Państwowych, w tym czasie był jednym z autorów dekretu o archiwach państwowych. W 1950 obronił na Uniwersytecie Warszawskim pracę doktorską Działalność Niemiec w Persji w latach 1914-1918 napisaną pod kierunkiem Janusza Wolińskiego. Od 1952 pracował na Uniwersytecie Warszawskim. W latach 1953–1954 był prodziekanem Wydziału Historycznego UW, w 1954 prorektorem UW. W 1954 mianowany profesorem nadzwyczajnym, w 1972 – profesorem zwyczajnym. W latach 1962–1966 kierował Zakładem Historii ZSRR i Europy Środkowej w Instytucie Historii PAN. w 1979 przeszedł na emeryturę.
Od czerwca 1945 był członkiem PPR, od 1948 PZPR. 
Został pochowany na Cmentarzu Wojskowym na Powązkach (kwatera B32-tuje-6).

## Ordery i odznaczenia
- Krzyż Kawalerski Orderu Odrodzenia Polski (1973)
- Srebrny Krzyż Zasługi (11 lipca 1946)[3]

## Uczniowie
Do grona jego uczniów zaliczają się: Wiesław Balcerak, Andrzej Bartnicki, Kumar Basu Salil, Marek Borucki, Witold Chełmikowski, Władysław Góralski, Daniel Grinberg, Maciej Koźmiński, Jerzy Kumaniecki, Piotr Łossowski, Emilian Manciur, Robert Mroziewicz, Maria Nowak-Kiełbik, Michał Pirko, Preduman Raina, Henryk Skok, Janusz Stefanowicz, Maria Wawrykowa, Marcin Wolski, Tomasz Wituch.

## Wybrane publikacje
- Muzeum im. Mathiasa Bersohna przy Wyzn. Gminie Żydowskiej w Warszawie, Warszawa 1939.
- (redakcja) Feliks Kon, Pod sztandarem rewolucji, zebrał, tłum. i przypisy Rafał Gerber, Warszawa: Nasza Księgarnia 1959.
- (redakcja) Walerian Łukasiński, Pamiętnik, oprac., wstęp i przypisy Rafał Gerber, Warszawa: Państwowe Wydawnictwo Naukowe 1960.
- (redakcja) Julian Aleksander Bałaszewicz, Raporty szpiega, t. 1–2, wybór, oprac. i studium wstępne: Rafał Gerber, przeł. z ros. Wiktoria Śliwowska, Warszawa PIW 1973.
- Studenci Uniwersytetu Warszawskiego 1808–1831. Słownik biograficzny, Ossolineum, Wrocław 1977.